# 負犬の唄
「負犬の唄」（まけいぬのブルース）は、1976年8月に発売された川谷拓三のシングル。

## 解説
テレビ時代劇『必殺からくり人』『必殺からくり人・血風編』の主題歌。放映時『からくり人』では1番が、『血風編』では2番が使用された。なお、映像のテロップでは「負け犬の唄」と表記されている。
番組のエンディングに使用されたテレビサイズは、レコード用フルサイズよりキーが高く（テレビサイズはヘ短調、フルサイズはホ短調）、コーダの演奏が異なっている。本編中で挿入歌として使われる際もテレビサイズが採用されている。フルサイズの音源はインストゥルメンタル版のみが使われた。
川谷自身は本作のシングル盤を持っていなかったという。
アルバム『殺られの美学』（1976年、キャニオンレコード、AF-6002）に収録されたものは、イントロ部分にセリフが追加されている。
1977年、川田ともこ（『新・必殺仕置人』の主題歌「あかね雲」の歌手）がアルバム『必殺シリーズ主題歌総集編 あかね雲』にて本作をカヴァーしている。

## 収録曲
1. 負犬の唄（4分3秒）
作詞：荒木一郎／作曲：平尾昌晃／編曲：竜崎孝路
2. 拓ヤンのブルース（3分10秒）
作詞：深作欣二／作曲：不詳／編曲：川上了